# Liste der Bahnstromsysteme

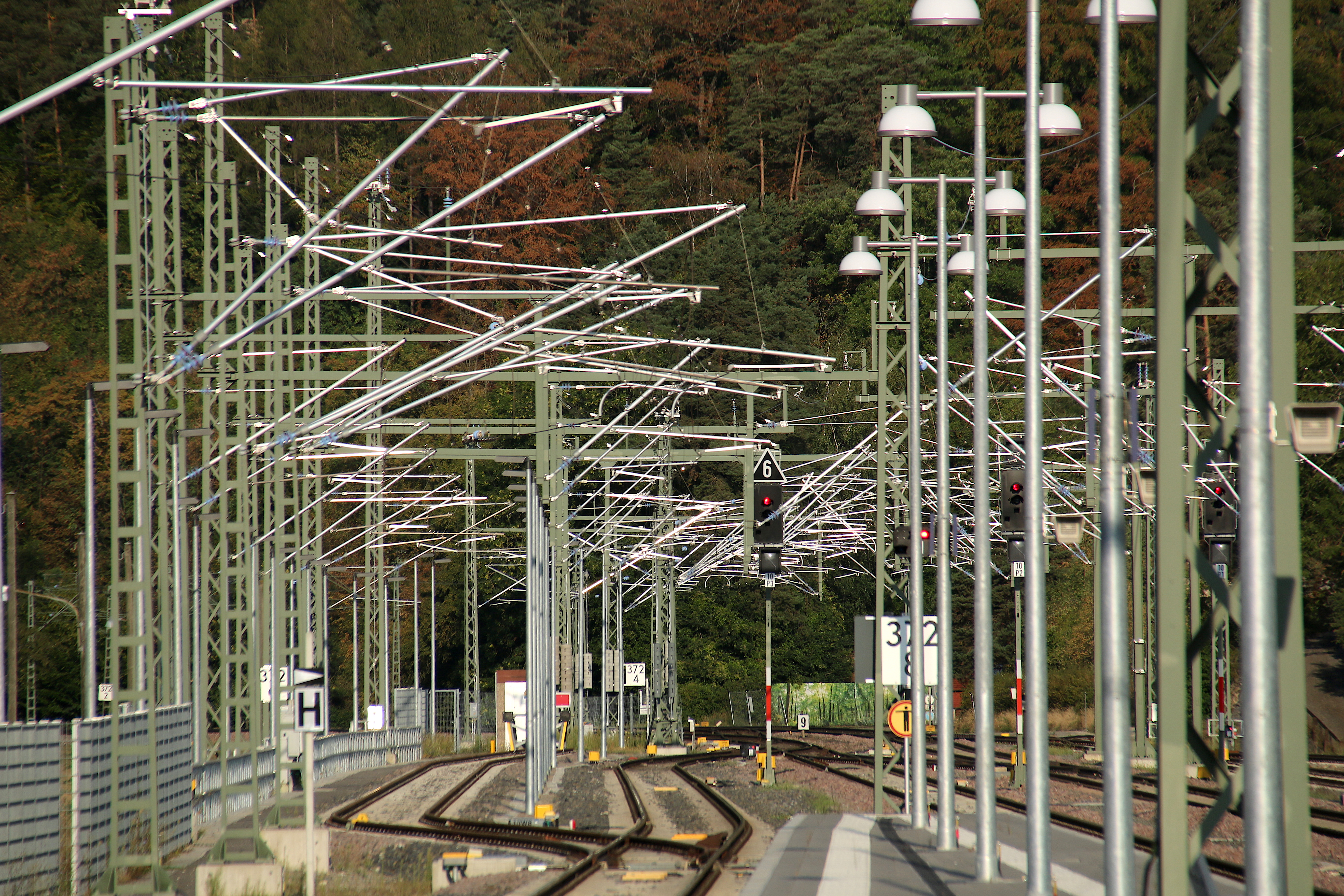
Oberleitung deutscher Bauart bei Thayngen in der Schweiz (2018) 15’000 V, 16,7 Hz

Die Liste der Bahnstromsysteme gibt eine Übersicht über die weltweit verwendeten Bahnstromsysteme, sowohl aktuelle als auch historische. Die Tabellen geben jeweils die Nennspannungen an. Die tatsächlich an einer bestimmten Stelle der Bahnstrecke vorliegende elektrische Spannung kann innerhalb vorgegebener Toleranzbereiche von 10 % bis 30 % von dieser Nennspannung abweichen. Abweichungen ergeben sich zum Beispiel aus der Entfernung vom Umspannwerk oder durch die Netzbelastung durch fahrende Züge. Die elektrische Energie wird dem Triebfahrzeug über eine Fahrleitung zugeführt. Diese kann als Oberleitung oder als Stromschiene ausgeführt sein.
Legende

Bahnstromsysteme in Europa
750 V =
1,5 kV =
3 kV =
15 kV ~
25 kV ~
nicht elektrifiziert

- Hauptstromsysteme eines Landes sind fett dargestellt
- ehemalige Stromsysteme sind kursiv dargestellt (das kann bedeuten, dass die Bahn mit einem anderen Stromsystem weiterhin in Betrieb ist)

Historische Stromsysteme bei Schmalspurbahnen in der Schweiz
Viele Schweizer Schmalspurbahnen haben im Verlaufe der Betriebszeit ihre Nennspannung geändert. Um die Übersicht zu wahren, sind die historischen Gleichspannungen dieser Bahnen bis und mit 1500 V hier nicht aufgeführt. Eine vollständige Übersicht aller aktuellen und historischen Fahrleitungsspannung bieten die Liste der Schmalspurbahnen in der Schweiz und die Liste der ehemaligen Schweizer Eisenbahnstrecken.

## Gleichstrom

### Spannung bis 1.000 V
| Spannung | Zuleitung                           | Land           | Strecke | Länge km | von         | bis  |
| -------- | ----------------------------------- | -------------- | --- | -------- | ----------- | ---- |
| 120 V    | Oberleitung SWER (Rückleitung: See) | Großbritannien | Seaton Tramway |          |             |      |
| 170 V    | Oberleitung                         | Deutschland    | Strausseefähre (Oberleitungsfähre) |          |             |      |
| 180 V    | Fahrschienen                        | Deutschland    | Elektrische Straßenbahn Lichterfelde–Kadettenanstalt |          | 1881        | 1891 |
| 220 V    | Oberleitung                         | Deutschland    | Parkeisenbahn Plauen und ehemalige Werksbahn der Kartonpapierfabriken Groß Särchen (KAPAG) | 1,0      | 1959        |      |
| 400 V    | Stromschiene                        | Deutschland    | Grubenbahn Salzbergwerk Berchtesgaden |          |             |      |
| 500 V    | Oberleitung                         | generell       | Hauptanwendungsgebiete: Straßenbahnen Hauptverbreitungsgebiete: Europa |          |             |      |
| 550 V    | Oberleitung mit Schlitzrohren       | Österreich     | Lokalbahn Mödling–Hinterbrühl |          | 1883        | 1932 |
| 550 V    | Oberleitung                         | Österreich     | Pressburger Bahn ab Staatsgrenze |          | 1914        | 1945 |
| 550 V    | Oberleitung                         | Schweiz        | Grütschalp–Mürren | 4,27     | 1891        |      |
| 550 V    | Oberleitung                         | Großbritannien | Snaefell Mountain Railway | 8,0      | 1914        |      |
| 550 V    |                                     | Italien        | Ferrovia Cogne-Acque Fredde |          | 1929        |      |
| 600 V    | Oberleitung                         | generell       | Hauptanwendungsgebiete: Straßenbahnen Hauptverbreitungsgebiete: Europa |          |             |      |
| 600 V    | Oberleitung                         | Kuba           | Hershey-Bahn | 135      | 1919        |      |
| 600 V    | Oberleitung                         | Japan          | Oberleitungsbus des Tateyama-Kurobe-Passes, der den Streckenabschnitt Ogizawa–Kurobedamu bedient | 6,1      | 1964        | 2018 |
| 600 V    | Oberleitung                         | Japan          | Oberleitungsbus des Tateyama-Kurobe-Passes, der den Streckenabschnitt Murodo-Daikanbo bedient | 3,7      | 1996        |      |
| 600 V    | Oberleitung                         | USA            | Iowa Traction Railroad | 21       | 1897        |      |
| 600 V    | Oberleitung                         | Österreich     | Straßenbahn Wien (ursprünglich 550 V) | 221,5    | 1897        |      |
| 600 V    | Oberleitung                         | Österreich     | Lokalbahn Wien–Baden; Abschnitt Oper – Wien-Schedifkaplatz (Straßenbahnstrecke der Wiener Linien; ursprünglich 550 V) | 8        |             |      |
| 600 V    | Oberleitung                         | Österreich     | Straßenbahn Graz (ursprünglich 550 V) | 67,2     | 1898        |      |
| 600 V    | Oberleitung                         | Österreich     | Straßenbahn Linz (ursprünglich 550 V) | 30,4     | 1897        |      |
| 600 V    | Oberleitung                         | Österreich     | Lokalbahn Ebelsberg–St. Florian (ursprünglich 550 V) | 9,6      | 1913        | 1973 |
| 600 V    | Oberleitung                         | Österreich     | Straßenbahn Gmunden (ursprünglich 550 V) | 3        | 1894        |      |
| 600 V    | Oberleitung                         | Deutschland    | Straßenbahn Zwickau |          |             |      |
| 600 V    | Oberleitung                         | Deutschland    | Straßenbahn Woltersdorf |          |             |      |
| 600 V    | Oberleitung                         | Deutschland    | Straßenbahn Magdeburg |          |             |      |
| 600 V    | Oberleitung                         | Österreich     | Lokalbahn Gmunden–Vorchdorf; Abschnitt Gmunden-Seebahnhof – Engelhof, restliche Strecke 750 V | 1,9      | 1912        |      |
| 600 V    | Oberleitung                         | Schweiz        | Baselland Transport AG (ohne Waldenburgerbahn), Dolderbahn, Bergbahn Rheineck–Walzenhausen, Bern–Worb Dorf, Stadtstrecke St. Gallen–Schülerhaus der Trogenerbahn (Kreuzungen der Fahrleitungen mit Trolleybus St. Gallen) sowie sämtliche städtischen Straßenbahnen (Basel, Bern, Genf, Neuenburg und Zürich inkl. Glattalbahn) |          |             |      |
| 600 V    | Oberleitung                         | Deutschland    | Trossinger Eisenbahn | 3,9      | 1898        |      |
| 600 V    | Oberleitung                         | Deutschland    | Flachstrecke der Oberweißbacher Bergbahn |          | 1923        |      |
| 600 V    | Stromschiene                        | Deutschland    | Wuppertaler Schwebebahn | 13,3     | 1901        |      |
| 600 V    | Stromschiene                        | Italien        | Zahnradbahn Sassi–Superga | 3,135    | 1935        |      |
| 600 V    | Stromschiene                        | Argentinien    | Linie B und Urquiza der U-Bahn in Buenos Aires |          |             |      |
| 600 V    | Stromschiene                        | USA            | Boston: U-Bahn Red-Line (MBTA) |          | 1912        |      |
| 650 V    | Oberleitung                         | Deutschland    | Schmalspurbahn Klingenthal–Sachsenberg-Georgenthal | 4,113    | 1917        | 1964 |
| 650 V    | Stromschiene zwischen Fahrschienen  | USA            | New York, New Haven and Hartford Railroad: Hartford–New Britain–Berlin (Connecticut) und –New Bristol (Connecticut) |          | 1898 (etwa) | ?    |
| 675 V    | Stromschiene                        | USA            | Baltimore and Ohio Railroad: Howard-Street-Tunnel in Baltimore (Camden Station – Huntingdon Avenue) |          | 1895        | 1952 |
| 700 V    | Stromschiene                        | USA            | Metro-North Railroad (Hudson & Harlem Line) |          |             |      |
| ± 700 V  | Oberleitung (zweipolig)             | Tschechien     | Lokalbahn Tábor–Bechyně | 24,091   | 1903        | 1929 |
| 750 V    | Oberleitung                         | generell       | Hauptanwendungsgebiete: Stadtbahnen Hauptverbreitungsgebiete |          |             |      |
| 750 V    | Oberleitung                         | Deutschland    | Saarbahn (teilweise), Stadtbahnen (Stadtbahn Stuttgart, Stadtbahn Köln/Bonn, Stadtbahn Dortmund, Stadtbahn Hannover usw.), Albtalbahn, Straßenbahn Ulm, Oberrheinische Eisenbahn, Rhein-Haardtbahn |          |             |      |
| 750 V    | Oberleitung                         | Österreich     | Dienstbahn der Internationalen Rheinregulierung |          |             |      |
| 750 V    | Oberleitung                         | Schweiz        | Bex-Villars-Bretaye-Bahn, Dienstbahn der Internationalen Rheinregulierung, Ferrovia Monte Generoso, Chemin de fer Orbe–Chavornay, Linie M1 der Métro Lausanne, Wynental- und Suhrentalbahn |          |             |      |
| 750 V    | Stromschiene                        | generell       | Hauptanwendungsgebiete: U-Bahnen, Fernbahnen Hauptverbreitungsgebiete: Europa |          |             |      |
| 750 V    | Stromschiene                        | Deutschland    | S-Bahn Berlin, U-Bahn Berlin (beide Systeme), U-Bahn Hamburg, U-Bahn München, U-Bahn Nürnberg |          |             |      |
| 750 V    | Stromschiene                        | Österreich     | U-Bahn Wien |          |             |      |
| 750 V    | Oberleitung                         | Österreich     | Lokalbahn Wien–Baden; Abschnitt Wien-Schedifkaplatz – Inzersdorf, übrige Strecke bis Baden 850 V | 3        |             |      |
| 750 V    | Oberleitung                         | Österreich     | Lokalbahn Gmunden–Vorchdorf; Abschnitt Engelhof – Vorchdorf, restliche Strecke 600 V | 16       | 1912        |      |
| 750 V    | Oberleitung                         | Österreich     | Lokalbahn Lambach–Vorchdorf-Eggenberg | 15,6     | 1903        |      |
| 750 V    | Oberleitung                         | Österreich     | Lokalbahn Vöcklamarkt–Attersee | 13,4     | 1913        |      |
| 750 V    | Oberleitung                         | Österreich     | Bahnstrecke Lambach–Haag am Hausruck | 21,89    | 1901        | 2009 |
| 750 V    | Oberleitung                         | Österreich     | Linzer Lokalbahn | 59       | 1908        |      |
| 750 V    | Stromschiene                        | Schweiz        | Freiburg-Murten-Ins-Bahn (später bis 900 V) | 25,60    | 1903        | 1947 |
| 750 V    | Stromschiene                        | Großbritannien | Fernbahnen in Südengland |          |             |      |
| 750 V    | Stromschiene                        | Rumänien       | U-Bahn Bukarest |          |             |      |
| 750 V    | Stromschiene                        | Russland       | U-Bahnen in Russland |          |             |      |
| 750 V    | Stromschiene                        | Tschechien     | U-Bahn Prag |          |             |      |
| 750 V    | Stromschiene                        | Ungarn         | U-Bahn Budapest |          |             |      |
| 750 V    | Stromschiene                        | USA            | Long Island |          |             |      |
| 750 V    | Stromschiene zwischen Fahrschienen  | Frankreich     | Teile der Straßenbahn Bordeaux (Stromschiene nur bei Überfahrt unter Spannung (APS)) |          | 2003        |      |
| 800 V    | Oberleitung                         | Deutschland    | Buckower Kleinbahn | 4,9      | 1930        | 1981 |
| 800 V    |                                     | Polen          | Strecken um Danzig und Gdingen | 44,5     | 1951        | 1976 |
| 850 V    | Oberleitung                         | Österreich     | Lokalbahn Wien–Baden, Abschnitt Inzersdorf – Baden; bis 1945 Abschnitt Neu-Steinhof – Baden-Leesdorf mit Wechselstrom 500 V, 15 Hz; Abschnitt in Baden ehem. Straßenbahn Baden 550 V Gleichspannung | 21,5     | 1894–1907   |      |
| 850 V    | Oberleitung                         | Schweiz        | Zahnradbahn Montreux–Glion–Rochers-de-Naye | 10,36    | 1909–1938   |      |
| 850 V    | Oberleitung / Stromschiene          | Schweiz        | Martigny-Châtelard-Bahn | 20,87    | 1889        |      |
| 850 V    | Stromschiene                        | Frankreich     | Ligne de Cerdagne, Bahnstrecke Saint-Gervais–Vallorcine |          |             |      |
| 900 V    | Oberleitung                         | Österreich     | Innsbruck-Fulpmes; vor 1983 Betrieb mit Wechselstrom 3 kV, 50 Hz | 18,2     | 1983        |      |
| 900 V    | Oberleitung                         | Schweiz        | Blonay–Chamby, Meterspurnetz der Freiburgischen Verkehrsbetriebe, Montreux-Berner Oberland-Bahn, Vevey–Blonay–Les Pléiades |          |             |      |
| 900 V    | Oberleitung                         | Italien        | Maria Himmelfahrt–Klobenstein | 6,780    |             |      |

### Spannung 1.000–1.999 Volt
| Spannung  | Zuleitung                       | Land        | Strecke | Länge km | von  | bis  |
| --------- | ------------------------------- | ----------- | --- | -------- | ---- | ---- |
| 1.000 V   | Oberleitung                     | Österreich  | Bahnstrecke Salzburg–Lamprechtshausen und Bahnstrecke Bürmoos–Ostermiething |          |      |      |
| 1.000 V   | Oberleitung                     | Schweiz     | Berninabahn, Lugano-Ponte-Tresa-Bahn, Trogenerbahn (ohne Stadtstrecke St. Gallen–Schülerhaus), Wohlen-Meisterschwanden-Bahn (1916–1966 mit 1000–1200 V) |          |      |      |
| 1.000 V   | Oberleitung                     | Ungarn      | HÉV (Budapester Vorortebahn) |          |      |      |
| 1.100 V   | Oberleitung                     | Deutschland | Werkbahn der Heeresversuchsanstalt Peenemünde |          | 1943 | 1946 |
| 1.100 V   | Oberleitung                     | Argentinien | Linie A der U-Bahn in Buenos Aires |          |      |      |
| 1.200 V   | Oberleitung                     | Deutschland | Grubenbahnen im Niederlausitzer, Mitteldeutschen Braunkohlerevier, und im Braunkohlenrevier Wetterau 23 km, (1954–1991), Außenstrecke Eberstadt der Straßenbahn Darmstadt bis 1945, Schleizer Kleinbahn (1930–1969), Köln-Bonner Eisenbahnen (aufgelöst 1992), Wachtlbahn |          |      |      |
| 1.200 V   | Stromschiene                    | Deutschland | S-Bahn Hamburg |          | 1940 |      |
| 1.200 V   | Oberleitung                     | Schweiz     | Biel-Täuffelen-Ins-Bahn, Centovallibahn, Forchbahn, Frauenfeld-Wil-Bahn, Oberaargau-Jura-Bahnen, Meiringen-Innertkirchen-Bahn, Solothurn-Niederbipp-Bahn, Wohlen–Bremgarten–Dietikon |          |      |      |
| 1.200 V   | Oberleitung (seitlich versetzt) | Schweiz     | Uetlibergbahn | 10,36    | 1923 | 2022 |
| 1.200 V   | Oberleitung                     | Kuba        | Ferrocarriles de Cuba |          |      | 1985 |
| 1.200 V   | Oberleitung                     | Spanien     | Ferrocarril de Sóller |          | 1927 |      |
| ± 1.200 V | Oberleitung (zweipolig)         | Frankreich  | Chemin de fer de La Mure |          | 1903 | 1950 |
| 1.250 V   | Oberleitung                     | Schweiz     | Regionalverkehr Bern–Solothurn (ohne Bern–Worb Dorf) |          |      |      |
| 1.280 V   | Oberleitung                     | Tschechien  | Hohenfurther Elektrische Lokalbahn |          | 1911 | 1956 |
| 1.500 V   | Oberleitung                     | generell    | Hauptanwendungsgebiete: Fernbahnen Verbreitungsgebiete: Niederlande, Südfrankreich |          |      |      |
| 1.500 V   | Oberleitung                     | Deutschland | Extertalbahn (1927– ?) und zwei Einläufer: - (Almelo –) Grenze NL/D – Bad Bentheim (8,1 km) - (Arnheim –) Grenze NL/D – Emmerich bis 2016. Danach 15000 Volt Wechselspannung bis zur Systemwechselstelle bei Elten. Weiter mit 25000 Volt bis Zevenaar (NL). Und dann weiter mit 1500 Gleichstrom. (wegen Abzweig Betuweroute)                                                                 |          | 1927 |      |
| 1.500 V   | Oberleitung                     | Österreich  | Landesbahn Feldbach–Bad Gleichenberg | 21,2     | 1931 | 1945 |
| 1.500 V   | Oberleitung                     | Schweiz     | Meterspurnetz der Appenzeller Bahnen (ohne Frauenfeld-Wil), Berner Oberland-Bahnen, Chemins de fer des Montagnes Neuchâteloises, Chemin de fer Nyon–Saint-Cergue–Morez, Meterspurnetz der Chemins de fer du Jura, Lausanne-Echallens-Bercher-Bahn, Rigi-Bahnen, Transports Publics du Chablais (ohne Bex-Villars-Bretaye-Bahn), Waldenburgerbahn, Wengernalpbahn, Genève–La Plaine (1956–2014) |          |      |      |
| 1.500 V   | Oberleitung                     | Argentinien | Linien C, D, E der U-Bahn Buenos Aires |          |      |      |
| 1.500 V   | Oberleitung                     | Australien  | Fernbahnen in Australien (Melbourne, Sydney) |          |      |      |
| 1.500 V   | Oberleitung                     | Belgien     | Bahnstrecke Brussel-Leopoldswijk – Tervuren, erste (und einzige mit 1500 V) elektrifizierte Eisenbahnstrecke Belgiens | 13,1     | 1931 | 1970 |
| 1.500 V   | Oberleitung                     | Chile       | Tocopilla railway |          |      |      |
| 1.500 V   | Oberleitung                     | Dänemark    | nur S-Bahn Kopenhagen |          |      |      |
| 1.500 V   | Oberleitung                     | Frankreich  | Fernbahnen (Altstrecken südlich von Paris) |          | 1922 |      |
| 1.500 V   | Oberleitung                     | Indien      | nur um Mumbai |          |      | 2015 |
| 1.500 V   | Oberleitung                     | Irland      | Dublin Area Rapid Transit (DART) |          |      |      |
| 1.500 V   | Oberleitung                     | Italien     | alle Linien der U-Bahn Rom |          |      |      |
| 1.500 V   | Oberleitung                     | Japan       | Fernbahnen der Japan Railways |          |      |      |
| 1.500 V   | Oberleitung                     | Neuseeland  | Region Wellington, bis 1997 auch Otira-Tunnel |          |      |      |
| 1.500 V   | Oberleitung                     | Niederlande | Nederlandse Spoorwegen (ohne Betuweroute und Schnellfahrstrecke HSL Zuid (Schnellfahrstrecke Schiphol–Antwerpen)) |          |      |      |
| 1.500 V   | Oberleitung                     | Portugal    | nur Linha de Cascais, einzige Strecke mit 1500 V Gleichstrom | 25,4     | 1926 |      |
| 1.500 V   | Oberleitung                     | Spanien     | RENFE, Euskotren, FEVE |          |      |      |
| 1.500 V   | Oberleitung                     | USA         | METRA, (Bahnen um Chicago) |          |      |      |
| 1.500 V   | Stromschiene                    | Frankreich  | Maurienne-Strecke zwischen Chambéry und Modane |          | 1925 | 1976 |
| 1.500 V   | Oberleitung                     | Tschechien  | Bahnstrecke Tábor–Bechyně, ehemalig um Prag und Hohenfurther Elektrische Lokalbahn |          | 1929 |      |
| 1.550 V   | Oberleitung                     | Schweiz     | Pilatusbahn | 4,8      | 1937 |      |
| 1.800 V   | Oberleitung                     | Österreich  | Landesbahn Feldbach–Bad Gleichenberg | 21,2     | 1948 |      |

### Spannung ab 2000 Volt
| Spannung | Zuleitung   | Land        | Strecke | Länge km | von  | bis     |
| -------- | ----------- | ----------- | --- | -------- | ---- | ------- |
| 2.200 V  | Oberleitung | Österreich  | Lokalbahn Peggau–Übelbach | 10,247   | 1919 | 1968    |
| 2.200 V  | Oberleitung | Schweiz     | Chemin de fer Nyon–Saint-Cergue–Morez (seit 1985 1500 V =) | 26,96    | 1916 | 1985    |
| 2.400 V  |             | Deutschland | Grubenbahn von Vattenfall |          |      |         |
| 2.400 V  | Oberleitung | Schweiz     | Chur-Arosa-Bahn (ursprünglich 2.200 V) (seit 1997 11 kV ~) | 25,681   | 1914 | 1997    |
| 2.400 V  | Oberleitung | Frankreich  | Chemin de fer de La Mure |          | 1950 |         |
| 2.400 V  | Oberleitung | Italien     | Ferrovia Sangritana |          | 1924 | 1956/59 |
| 3.000 V  | Oberleitung | generell    | Hauptanwendungsgebiete: Fernbahnen Hauptverbreitungsgebiete: Belgien, Italien, GUS-Staaten                                                                    |          |      |         |
| 3.000 V  | Oberleitung | Belgien     | Fernbahnen in Belgien |          |      |         |
| 3.000 V  | Oberleitung | Brasilien   | Schienenverkehr in Brasilien |          |      |         |
| 3.000 V  | Oberleitung | Chile       | Strecken der Empresa de los Ferrocarriles del Estado |          |      |         |
| 3.000 V  | Oberleitung | Deutschland | ein Ausläufer aus Belgien: - Lüttich Grenze B/D (Aachen Süd Grenze) – Aachen Hauptbahnhof                                                                     | 6,8      | 1966 |         |
| 3.000 V  | Oberleitung | Estland     | Eesti Raudtee |          |      |         |
| 3.000 V  | Oberleitung | Italien     | Fernbahnen der Ferrovie dello Stato (außer Sardinien) |          |      |         |
| 3.000 V  | Oberleitung | Kroatien    | ein Ausläufer aus Slowenien Grenze – Šapjane (3,3 km), ehemals Šapjane-Rijeka, 27,5 km und Zagreb–Rijeka (329 km), (beide bis Dezember 2012)                  |          | 1935 |         |
| 3.000 V  | Oberleitung | Lettland    | Latvijas dzelzceļš, Umelektrifizierung auf 25 kV 50 Hz geplant, (lok-report.de)                                                                               |          |      |         |
| 3.000 V  | Oberleitung | Luxemburg   | nur Bahnstrecke Luxemburg–Arlon (-Brüssel) | 18,8     | 1956 | 2018    |
| 3.000 V  | Oberleitung | Niederlande | zwei Ausläufer aus Belgien - (Antwerpen –) Grenze B/NL – Roosendaal (8,3 km, seit 1957) - (Lüttich –) Grenze B/NL – Maastricht – Randwyck (9,0 km, seit 1985) | 17,3     | 1957 |         |
| 3.000 V  | Oberleitung | Nordkorea   | Schienenverkehr in Nordkorea |          |      |         |
| 3.000 V  | Oberleitung | Österreich  | ein Einläufer aus Slowenien - Spielfeld-Straß – Grenze Ö-SLO – Šentilj                                                                                        | 2,1      |      |         |
| 3.000 V  | Oberleitung | Polen       | Fernbahnen der Polskie Koleje Państwowe |          |      |         |
| 3.000 V  | Oberleitung | San Marino  | Bahnstrecke Rimini–San Marino | 19,8     | 1932 | 1944    |
| 3.000 V  | Oberleitung | Schweiz     | ein Ausläufer aus Italien: - Chiasso–Grenze CH/I (–Milano) | 0,3      | 1939 |         |
| 3.000 V  | Oberleitung | Slowakei    | Hauptbahnen im Norden und Osten, Umelektrifikation geplant |          |      |         |
| 3.000 V  | Oberleitung | Slowenien   | Fernbahnen der Slovenske železnice |          |      |         |
| 3.000 V  | Oberleitung | Spanien     | Fernbahnen (Großteil der RENFE-Strecken) |          |      |         |
| 3.000 V  | Oberleitung | Südafrika   | Schienenverkehr in Südafrika |          |      |         |
| 3.000 V  | Oberleitung | Tschechien  | Hauptbahnen im Norden und Osten, Umelektrifikation geplant | 1796     |      |         |
| 3.000 V  | Oberleitung | USA         | Milwaukee Road |          | 1914 | 1974    |
| 3.000 V  | Oberleitung | USA         | Cleveland Union Terminals, Ohio: Collinwood – Linndale | 27       | 1929 | 1959    |
| 3.000 V  | Oberleitung | GUS-Staaten | |          |      |         |
| 3.000 V  | Oberleitung | Russland    | Rossijskije schelesnyje dorogi |          |      |         |
| 6.000 V  |             | Russland    | Versuchsstrecke in Russland |          |      |         |

## Einphasenwechselstrom

### Spannung bis 10.000 Volt
| Spannung        | Frequenz        | Land        | Strecke | Länge km | von     | bis   |
| --------------- | --------------- | ----------- | --- | -------- | ------- | ----- |
| 220 V           | 50 Hz           | Deutschland | Satzvey Tongrube – Satzvey DB-Bahnhof Beispiel, es gab viele Feldbahnen mit Energieversorgung direkt aus dem Landesnetz. | 1,1      | 1918    | 1995  |
| 500 V           | 15 Hz           | Österreich  | Lokalbahn Wien–Baden, Neu-Steinhof – Baden-Leesdorf; heute 750 bzw. 850 V= | 21,4     | 1907    | 1945  |
| 2.000 V         | 15 Hz           | Italien     | Tranvia Vernabia – Omegna |          | 1910/12 | 1946  |
| 2.500 V         | 42,5 Hz         | Österreich  | Stubaitalbahn Innsbruck – Fulpmes | 18,2     | 1904    | 1927  |
| 3.000 V         | 50 Hz           | Österreich  | Stubaitalbahn Innsbruck – Fulpmes; seit 1983 900 V= | 18,2     | 1927    | 1983  |
| 3.300 V         | 25 Hz           | Kanada      | St. Clair-Tunnel: (Port Huron –) Sarnia |          | 1908    | 1959  |
| 3.300 V         | 25 Hz           | USA         | St. Clair-Tunnel: Port Huron (– Sarnia) |          | 1908    | 1959  |
| 5.000 V         | 20 Hz           | Schweiz     | Maggiatalbahn (seitliche Oberleitung) danach bis 1965 1200 V = |          | 1907    | 1925  |
| 5.000 V         | 25 Hz           | Schweden    | Mellersta Östergötlands Järnvägar, (Klockrike – Borensberg) | 8,0      | 1907    | 1915  |
| 5.500 V         | 25 Hz           | Schweiz     | Seetalbahn seither 15.000 V 16 ⅔ bzw. 16,7 Hz |          | 1910    | 1930  |
| 5.500 V 5.000 V | 15 / 16 16 ⅔ Hz | Deutschland | Ammergaubahn Murnau – Oberammergau: Hier existieren unterschiedliche Angaben: - 5.500 Volt bei 15 Hz dann spätere Systemumstellung auf 5.000 Volt und Anhebung der Frequenz auf 16 ⅔ Hz - 5.000 Volt bei 16 Hz und spätere Erhöhung auf 16 ⅔ Hz - 5.500 Volt bei 16 Hz - 5.500 Volt bei 16 ⅔ Hz seither 15.000 V 16 ⅔ bzw. 16,7 Hz | 23,7     | 1905    | 1954  |
| 6.000 V         | 25 Hz           | Frankreich  | Compagnie des chemins de fer des Pyrénées-Orientales (Arles-sur-Tech – Prats-de-Mollo-la-Preste) | 28,7     | 1913    | 1937  |
| 6.000 V         | 25 Hz           | Italien     | Ferrovia di Valle Brembana -FVB- (Bergamo – San Pellegrino Terme – Piazza Brembana) | 40,7     | 1926    | 1966  |
| 6.300 V         | 25 Hz           | Deutschland | Hamburg-Altonaer Stadt- und Vorortbahn (Stadtbahn) |          | 1907    | 1955  |
| 6.500 V         | 25 Hz           | Österreich  | Mariazellerbahn St. Pölten – Mariazell | 84,2     | 1911    |       |
| 6.500 V         | 25 Hz           | Italien     | Bahnstrecke Roma Flaminio–Viterbo | 101,9    | 1906 ?  |       |
| 6.600 V         | 25 Hz           | Norwegen    | Thamshavnbanen: Thamshavn – Løkken Verk | 25,3     |         | heute |
| 6.600 V         | 25 Hz           | USA         | Spokane & Inland Empire Railroad: Spokane – Colfax / Moscow |          | 1906    | 1940  |
| 6.600 V         | 50 Hz           | Deutschland | Nord-Süd-Bahn und Hambachbahn der RWE Power AG |          |         |       |
| 6.600 V         | 50 Hz           | Frankreich  | Strecken der Tramways des Alpes-Maritimes |          |         |       |
| 6.600 V         | 50 Hz           | Italien     | Strecken der Società Veneta |          |         |       |
| 7.500 V         | 16 ⅔ Hz         | Schweiz     | Gotthardbahn Göschenen–Castione-Arbedo Spannungsverminderung während Mischbetrieb Dampf-elektrisch |          | 1920    | 1921  |
| 8.000 V         | 15 Hz           | Schweiz     | Chemin de fer Martigny–Orsières seither 15.000 V 16 ⅔ bzw. 16,7 Hz | 19,3     | 1910    | 1949  |
| 8.000 V         | 25 Hz           | Deutschland | Albtalbahn seither 750 V = |          | 1911    | 1966  |

### Spannung 10.000 bis 19.999 Volt
| Spannung | Frequenz        | Land             | Strecke | Länge km | von  | bis  |
| -------- | --------------- | ---------------- | --- | -------- | ---- | ---- |
| 10.000 V | 25 Hz           | Niederlande      | Hofpleinlijn, (Rotterdam – Scheveningen) |          | 1907 | 1926 |
| 10.000 V | 25 Hz           | Schweden         | Mellersta Östergötlands Järnvägar, (Klockrike – Borensberg, Linköping – Fågelsta, Fornåsa – Motala) |          | 1915 | 1956 |
| 11.000 V | 16,7 Hz 16 ⅔ Hz | Schweiz          | Rhätische Bahn (Stammnetz und seit 1997 Arosalinie), Matterhorn-Gotthard-Bahn (Brig-Visp-Zermatt-Bahn ursprünglich 10,5–11,5 kV 16 ⅔ Hz, Furka-Oberalp-Bahn ursprünglich 11,5 kV 16 ⅔ Hz) | 464      | 1913 |      |
| 11.000 V | 25 Hz           | Italien          | Ferrovia Alifana e Benevento – Napoli (FABN): Neapel – Santa Maria Capua Vetere – Capua (43 km) | 59       | 1913 | 1955 |
| 11.000 V | 25 Hz           | generell         | ehemals Standardbahnstromsystem in Nordamerika Hauptanwendungsgebiete: Güterverkehr Hauptverbreitungsgebiete: USA |          | 1913 |      |
| 11.000 V | 25 Hz           | USA              | Norfolk and Western Railway (N&W): Bluefield – Iaeger (Elkhorn Grade) | 84       | 1913 | 1950 |
| 11.000 V | 25 Hz           | USA              | Great Northern Railway: Strecke von Wenatchee – Skykomish durch den neuen Cascade Tunnel |          | 1927 | 1956 |
| 11.000 V | 25 Hz           | USA              | Rock Island & Southern Railway: Rock Island – Monmouth | 84       |      |      |
| 11.000 V | 25 Hz           | USA              | New Jersey Transit (NJT) Coast Line: Rahway – South Amboy 1978 Spannung auf 12,5 kV (= ½ von 25 kV) angehoben |          | 1936 | 1978 |
| 11.000 V | 50 Hz           | Frankreich       | Chemin de fer du Montenvers Chamonix – Montenvers | 5,1      | 1953 |      |
| 11.000 V | 50 Hz           | Frankreich       | Tramway du Mont-Blanc Le Fayet – Nid d’Aigle | 12,4     |      |      |
| 12.000 V | 16 ⅔ Hz         | Frankreich       | Bahnstrecke Perpignan–Villefranche-de-Conflent |          | 1908 | 1984 |
| 12.000 V | 25 Hz           | Frankreich       | Bahnstrecke Cannes–Grasse im Abschnitt Cannes-Mouans-Sartoux (experimentelle Elektrifikation) |          | 1910 | 1911 |
| 12.000 V | 25 Hz           | USA              | Amtrak bzw. ihre Vorgängergesellschaften Abschnitt New Haven–New York–Washington DC des Northeast Corridor; bis 1948 11.000 V Spannung; von New Haven bis New York seit 1986 umgestellt auf 60 Hz-Wechselstrom, SEPTA (Philadelphia) |          | 1907 |      |
| 12.500 V | 60 Hz           | generell         | Standardbahnstromsystem in Nordamerika Hauptanwendungsgebiete: Schienenpersonenfern- und -nahverkehr Hauptverbreitungsgebiete: Neuelektrifizierungen im Raum New York, … - … die von Leistungselektronik-Fahrzeugen befahren werden müssen, die für 11 kV 25 Hz gebaut wurden und keine umschaltbare Transformatoren für 25 kV haben - … wo die Luftstrecken keine Elektrifizierung mit 25 kV zulassen |          | 1978 |      |
| 12.500 V | 60 Hz           | USA              | New Jersey Transit (NJT) Coast Line: Rahway – Long Branch 2002 Spannung auf 25 kV angehoben |          | 1978 | 2002 |
| 12.500 V | 60 Hz           | USA              | Metro-North Railroad: New Haven Line von Pelham über New Rochelle nach New Haven vorher seit 1907/1914 mit Wechselstrom 25 Hz elektrifiziert; Strecke größtenteils auch Teil des Northeast Corridor der Amtrak |          | 1986 |      |
| 15.000 V | 15 Hz           | Schweiz          | SBB: Versuchsbetrieb Seebach–Wettingen danach auf Dampfbetrieb umgestellt, seit 1942 15.000 V 16 ⅔ bzw. 16,7 Hz |          | 1905 | 1909 |
| 15.000 V | 16,7 Hz         | generell         | Standardbahnstromsystem in Mittel- und Nordeuropa Hauptanwendungsgebiete: Schienenpersonenfern- und -nahverkehr, S-Bahnen (mit wenigen Ausnahmen) Hauptverbreitungsgebiete: Deutschland, Österreich und Schweiz |          | 1912 |      |
| 15.000 V | 16 ⅔ Hz         | Schweden         | Statens Järnvägar |          |      |      |
| 15.000 V | 16 ⅔ Hz         | Norwegen         | Bane NOR (früher: Norges Statsbaner) |          |      |      |
| 15.000 V | 16,7 Hz 16 ⅔ Hz | Deutschland      | Deutsche Bahn, zentrales Netz (Bundesgebiet mit Ausnahme von Mecklenburg-Vorpommern und Teilen Brandenburgs) |          | 1995 |      |
| 15.000 V | 16 ⅔ Hz         | Deutschland      | Deutsche Bahn: dezentrales Netz (Mecklenburg-Vorpommern und Teile Brandenburgs) bis 1995: Deutsche Bundesbahn, Deutsche Reichsbahn; seit 1994 Deutsche Bahn |          | 1912 |      |
| 15.000 V | 16,7 Hz 16 ⅔ Hz | Österreich       | Österreichische Bundesbahnen, Montafonerbahn (12,7 km, seit 1972) |          | 1912 |      |
| 15.000 V | 16,7 Hz 16 ⅔ Hz | Schweiz          | fast alle Normalspurbahnen, insbesondere: Schweizerische Bundesbahnen (seit 1918), BLS AG (seit 1913, 399 km), Schweizerische Südostbahn (seit 1931, 123 km) Meterspurbahnen: Zentralbahn (seit 1941, 99 km), MBC: Strecke Bière–/L'Isle–Apples–Morges (seit 1943, 30 km), Travys: Strecke Yverdon–Ste-Croix (seit 1945, 24 km)                                                                        |          | 1913 |      |
| 15.000 V | 16,7 Hz 16 ⅔ Hz | Liechtenstein    | Streckenabschnitt zwischen Österreich und der Schweiz: (Feldkirch –) Grenze A-FL – Schaan-Vaduz – Grenze FL-CH (– Buchs SG) Betrieb durch Österreichische Bundesbahnen |          | 1926 |      |
| 15.000 V | 16,7 Hz 16 ⅔ Hz | Italien          | Streckenabschnitte aus Österreich und der Schweiz (Systemtrennstelle in Italien): - (Innsbruck –) Grenze A-I – Brenner (550 Meter, seit 1934) - (Villach –) Grenze A-I – Tarvis (seit 1953) - (Lienz –) Grenze A-I – Innichen (seit 1989) - (Brig –) Grenze CH-I – Domodossola (25,3 km, seit 1930) - (Bellinzona –) Grenze CH-I – Luino (14,9 km, seit 1960)                                          |          | 1930 |      |
| 15.000 V | 16,7 Hz 16 ⅔ Hz | Frankreich       | Streckenabschnitte aus Deutschland und der Schweiz (Systemtrennstelle in Frankreich): - (Saarbrücken –) Grenze D-F – Sarreguemines (1,04 km, seit 1983) - (Boncourt –) Grenze CH-F – Delle (0,48 km, seit 1933) - (Les Verrières –) Grenze CH-F – Frasne (11,28 km, seit 1956) - (Chêne-Bourg –) Grenze CH-F – Annemasse (2 km, seit 2019)                                                             | 12,8     | 1933 |      |
| 15.000 V | 16,7 Hz         | Belgien          | Bahnstrecke Aachen–Tongeren Gemmernicher Tunnel (Grenze) bis Montzen Systemwechselstelle auf dem Göhltalviadukt, Grund ist die Steigung bis Montzen, auf der sich Wechselspannung besser eignet, vorher Dieselbetrieb. | 5        | 2008 |      |
| 15.000 V | 16,7 Hz 16 ⅔ Hz | Niederlande      | Streckenabschnitt aus Deutschland: - (Kaldenkirchen –) Grenze D-NL – Venlo | 2,8      | 1968 |      |
| 15.000 V | 16,7 Hz 16 ⅔ Hz | Dänemark         | Streckenabschnitt aus Deutschland: - (Flensburg –) Grenze D-DK – Padborg | 1,1      | 1996 |      |
| 15.000 V | 16,7 Hz 16 ⅔ Hz | Slowakei         | Streckenabschnitt aus Österreich: - (Parndorf –) Grenze A-SK – Bratislava-Petržalka | 1,7      |      |      |
| 15.000 V | 16,7 Hz 16 ⅔ Hz | Slowenien        | Streckenabschnitt aus Österreich: - (Rosenbach –) Grenze A-SLO – Jesenice | 7,05     |      |      |
| 15.000 V | 16 ⅔ Hz         | Tschechoslowakei | Streckenabschnitte aus Schlesien: - (Jelenia Góra–Kořenov (Hirschberg) –) Grenze Polen–Tschechien – Kořenov (Polaun/Grünthal) (5,854 km, 1923–1945) - Wałbrzych-Szczawienko (Nieder Salzbrunn) – Grenze Polen–Tschechien – Meziměstí (Halbstadt) (1,93 km, 1914–1945) | 7,7      | 1914 | 1945 |
| 15.000 V | 16,7 Hz 16 ⅔ Hz | Tschechien       | Streckenabschnitt aus Österreich: - (Retz –) Grenze A-CZ – Znojmo | 12,8     | 2006 |      |
| 15.000 V | 50 Hz           | Schweiz          | SBB: Versuchsbetrieb Seebach–Affoltern 16. Januar bis 10. November, danach auf 15 Hz umgestellt |          | 1905 | 1905 |
| 16.000 V | 50 Hz           | Ungarn           | Magyar Államvasutak: Strecke Budapest–Hegyeshalom (Grenze zu Österreich) 1967 auf 25 kV umgestellt |          | 1932 | 1967 |

### Spannung 20.000 Volt und mehr
| Spannung | Frequenz | Land                    | Strecke | Länge km | von  | bis  |
| -------- | -------- | ----------------------- | --- | -------- | ---- | ---- |
| 20.000 V | 50 Hz    | Deutschland             | Höllentalbahn seither 15.000 V 16 ⅔ bzw. 16,7 Hz |          | 1933 | 1960 |
| 20.000 V | 50 Hz    | Frankreich              | Aix-Les-Bains–Annecy–La Roche sur Foron seither 25.000 V 50 Hz | 78       | 1950 | 1953 |
| 20.000 V | 50 Hz    | Japan                   | Standard der Hokkaido RC und East Japan RC |          |      |      |
| 20.000 V | 60 Hz    | Japan                   | Standard der Kyushu RC und West Japan RC |          |      |      |
| 25.000 V | 50 Hz    | generell                | Hauptanwendungsgebiete: Voll- und Fernbahnen Hauptverbreitungsgebiete: West-, Süd-, Osteuropa, GUS-Staaten, Indien, Japan, Australien |          |      |      |
| 25.000 V | 50 Hz    | Deutschland             | Rübelandbahn 2005–2008 kein elektrischer Betrieb | 18,2     | 1965 |      |
| 25.000 V | 50 Hz    | Deutschland             | Berliner Außenring (BAR) zwischen Hennigsdorf und Wustermark (Abzweigstelle Hasselberg – Brieselang) zu Versuchszwecken. 1973 Abbau der Fahrleitung bei Erhalt der Masten, ab 1983 für die 15.000 V Standardelektrifizierung genutzt.                                                                          | ca. 1,7  | 1962 | 1971 |
| 25.000 V | 50 Hz    | Deutschland             | nördliche Einfahrweichen und nördliches Ausziehgleis (heute abgebaut) des Bahnhofes Vojtanov (Voitersreuth), Infrastruktur gehört zur České dráhy (ČD). | ca. 0,1  | 1983 |      |
| 25.000 V | 50 Hz    | Österreich              | Raab-Oedenburg-Ebenfurter Eisenbahn: Neusiedler Seebahn (seit 2003) Streckenabschnitt aus Tschechien: - (České Budějovice –) Grenze CZ-A – Summerau (2,3 km) |          | 1987 |      |
| 25.000 V | 50 Hz    | Schweiz                 | Chemin de fer de l’État de Genève: Genève Eaux-Vives – Grenze CH-F (–Annemasse) (4,0 km, 1986–2013) ab 2017 15.000 V 16,7 Hz SBB: Genève–La Plaine (–Grenze CH-F) (14,5 km, seit 2014) vorher 1500 V = | 18,5     | 1986 |      |
| 25.000 V | 50 Hz    | Argentinien             | Teile der Vorortbahnen von Buenos Aires |          |      |      |
| 25.000 V | 50 Hz    | Äthiopien               | Bahnstrecke Addis Abeba–Dschibuti | 756      | 2016 |      |
| 25.000 V | 50 Hz    | Australien              | Queensland: Bahnstrecke Brisbane–Rockhampton (North Coast railway line, Queensland) ab 1989 Südaustralien: Bahnstrecke Adelaide–Seaford (Seaford railway line ab 23. Februar 2014) Westaustralien: Perth, Transperth Trains, ab 1991                                                                           |          |      |      |
| 25.000 V | 50 Hz    | Belgien                 | Dinant-Athus, Gouvy-Rivage, Bahnstrecke Namur–Arlon (Umelektrifikation geplant), Schnellfahrstrecken HSL 1 bis HSL 4 |          |      |      |
| 25.000 V | 50 Hz    | Bosnien und Herzegowina | Željeznice Federacije Bosne i Hercegovine, Željeznice Republike Srpske |          |      |      |
| 25.000 V | 50 Hz    | Bulgarien               | Balgarski Darschawni Schelesnizi |          |      |      |
| 25.000 V | 50 Hz    | China                   | Eisenbahnnetz der Volksrepublik China |          |      |      |
| 25.000 V | 50 Hz    | Dänemark                | Danske Statsbaner |          |      |      |
| 25.000 V | 50 Hz    | Finnland                | VR-Yhtymä |          |      |      |
| 25.000 V | 50 Hz    | Frankreich              | Société nationale des chemins de fer français, Hochgeschwindigkeitsverkehr TGV, Strecken im Norden, Neuelektrifizierungen |          | 1952 |      |
| 25.000 V | 50 Hz    | Griechenland            | Organismos Sidirodromon Ellados |          |      |      |
| 25.000 V | 50 Hz    | Großbritannien          | British Rail, High Speed 1 |          |      |      |
| 25.000 V | 50 Hz    | Indien                  | Indian Railways |          |      |      |
| 25.000 V | 50 Hz    | Iran                    | Eisenbahngesellschaft der Islamischen Republik Iran |          |      |      |
| 25.000 V | 50 Hz    | Israel                  | Israel Railways |          |      |      |
| 25.000 V | 50 Hz    | Italien                 | nur Hochgeschwindigkeitsverkehr Ferrovie Alta Velocità und in Sardinien sowie Vinschgaubahn ab 2021 |          | 2005 |      |
| 25.000 V | 50 Hz    | Japan                   | Hochgeschwindigkeitsverkehr Shinkansen (Jōetsu, Tōhoku, Hokkaidō, Nagano) |          |      |      |
| 25.000 V | 50 Hz    | Kasachstan              | Turkestan-Sibirische Eisenbahn |          |      |      |
| 25.000 V | 50 Hz    | Kroatien                | Hrvatske željeznice |          |      |      |
| 25.000 V | 50 Hz    | Litauen                 | Lietuvos geležinkeliai |          |      |      |
| 25.000 V | 50 Hz    | Luxemburg               | Chemins de Fer Luxembourgeois |          |      |      |
| 25.000 V | 50 Hz    | Monaco                  | Société nationale des chemins de fer français, Bahnstrecke Marseille–Ventimiglia |          | 1969 |      |
| 25.000 V | 50 Hz    | Montenegro              | Željeznica Crne Gore |          |      |      |
| 25.000 V | 50 Hz    | Neuseeland              | North Island Main Trunk Railway, (Palmerston North – Te Rapa) |          |      |      |
| 25.000 V | 50 Hz    | Niederlande             | Betuweroute, Schnellfahrstrecke HSL Zuid (Schnellfahrstrecke Schiphol–Antwerpen) (ab 2008) |          | 2007 |      |
| 25.000 V | 50 Hz    | Nordmazedonien          | Makedonski železnici |          |      |      |
| 25.000 V | 50 Hz    | Portugal                | Comboios de Portugal |          |      |      |
| 25.000 V | 50 Hz    | Rumänien                | Căile Ferate Române |          |      |      |
| 25.000 V | 50 Hz    | Russland                | Rossijskije schelesnyje dorogi |          |      |      |
| 25.000 V | 50 Hz    | Serbien                 | Železnice Srbije |          |      |      |
| 25.000 V | 50 Hz    | Slowakei                | Železnice Slovenskej republiky (nur im Süden) |          |      |      |
| 25.000 V | 50 Hz    | Spanien                 | Hochgeschwindigkeitsverkehr AVE (SFS Madrid–Sevilla, SFS Madrid–Barcelona, SFS Madrid–Valladolid, SFS Saragossa–Huesca, SFS Córdoba–Málaga, SFS Madrid–Toledo) |          | 1992 |      |
| 25.000 V | 50 Hz    | Südafrika               | Schienenverkehr in Südafrika |          |      |      |
| 25.000 V | 50 Hz    | Tschechien              | Hauptbahnen im Westen und Süden, Neuelektrifizierungen, Umelektrifikation des restlichen Netzes von 3 kV = auf 25 kV, 50 Hz ~ geplant Schienenverkehr in Tschechien | 1374     |      |      |
| 25.000 V | 50 Hz    | Tunesien                | Tunis |          |      |      |
| 25.000 V | 50 Hz    | Türkei                  | Schienenverkehr in der Türkei |          |      |      |
| 25.000 V | 50 Hz    | Ukraine                 | Ukrsalisnyzja |          |      |      |
| 25.000 V | 50 Hz    | Ungarn                  | Magyar Államvasutak Raab-Oedenburg-Ebenfurter Eisenbahn |          |      |      |
| 25.000 V | 50 Hz    | Belarus                 | Belaruskaja tschyhunka |          |      |      |
| 25.000 V | 60 Hz    | Japan                   | Hochgeschwindigkeitsverkehr Shinkansen (Kyūshū, San’yō, Tōkaidō, Nagano) |          |      |      |
| 25.000 V | 60 Hz    | Kanada                  | Montreal: Deux-Montagnes Line (exo) |          |      |      |
| 25.000 V | 60 Hz    | Mexiko                  | Mexiko-Stadt, Ferrocarril Suburbano de la Zona Metropolitana del Valle de México |          |      |      |
| 25.000 V | 60 Hz    | Pakistan                | Pakistan Railways (293 km) |          |      |      |
| 25.000 V | 60 Hz    | Südkorea                | Korail |          |      |      |
| 25.000 V | 60 Hz    | Taiwan                  | Taiwan High Speed Rail |          |      |      |
| 25.000 V | 60 Hz    | USA                     | New Jersey Transit, Amtrak (Abschnitt Boston–New Haven des Northeast Corridor) (ab 2000) Colorado: Denver (RTD) Linie A, 38 km, ab 2016 Neumexiko: Kraftwerk Four Corners nach BHP Kohlmiene, 21,4 km ab 1974                                                                                                  |          |      |      |
| 50.000 V | 50 Hz    | Südafrika               | Bahnstrecke Sishen–Saldanha (Erzbahn Orex line,) | 861      | 1973 |      |
| 50.000 V | 60 Hz    | USA                     | Arizona: Black Mesa and Lake Powell Railroad (BM&LP); Kohleabfuhrbahn zwischen der Black Mesa Mine bei Kayenta und der Navajo Generating Station, dem örtlichen Kohlekraftwerk in Page. Durch gescheiterten Verkauf des Kohlekraftwerks in Page und Außerbetriebnahme, wird die Kohlebahn nicht mehr benötigt. | 126      | 1973 | 2019 |
| 50.000 V | 60 Hz    | Kanada                  | British Columbia Railway: Tumbler Ridge Line | 132      | 1983 | 2000 |
| 50.000 V | 60 Hz    | USA                     | Colorado und Utah: Deseret Power Railroad. Von Rangely in Colorado nach Bonanza in Utah. Kohleabfuhrbahn. Länge 53 km, Inbetriebnahme 1984 | 53       | 1984 |      |
| 50.000 V | 60 Hz    | USA                     | Ohio bei Beverly: Muskingum Electric Railroad; Kohleabfuhrbahn mit führerlosem Betrieb. Strecke ist nicht mehr in Betrieb. | 32       | 1968 | 2004 |

## Drehstrom

### Zweipolige Oberleitung mit Schiene als drittem Leiter
| Spannung | Frequenz | Zuleitung              | Land        | Strecke | Länge km | von  | bis  |
| -------- | -------- | ---------------------- | ----------- | --- | -------- | ---- | ---- |
|          |          | zweipolige Oberleitung | Italien     | Rete Adriatica |          |      | 1905 |
| 45 V     |          | zweipolige Oberleitung | Deutschland | Kinderstraßenbahn Rumpelstilzchen | 0,2      | 1931 |      |
| 500 V    | 40 Hz    | zweipolige Oberleitung | Schweiz     | Schwyzer Strassenbahnen (Schwyz Bahnhof–Post) |          | 1900 | 1914 |
| 500 V    | 50 Hz    | zweipolige Oberleitung | Schweiz     | Rheinecker Verbindungsbahn | 0,816    | 1909 | 1958 |
| 550 V    | 40 Hz    | zweipolige Oberleitung | Schweiz     | Gornergratbahn (1898–1930), Riffelalptram (1899–1960) | 9,34     | 1898 | 1960 |
| 650 V    | 40 Hz    | zweipolige Oberleitung | Schweiz     | Jungfraubahn (ursprünglich mit 500 V 38 Hz angegeben, ab 1960 650 V 50 Hz) | 9,3      | 1964 |      |
| 725 V    | 50 Hz    | zweipolige Oberleitung | Schweiz     | Gornergratbahn | 9,34     | 1930 |      |
| 750 V    | 33 Hz    | zweipolige Oberleitung | Schweiz     | Stansstad-Engelberg-Bahn (bis 850 V) |          | 1898 | 1964 |
| 750 V    | 40 Hz    | zweipolige Oberleitung | Schweiz     | Burgdorf-Thun-Bahn, ab 1919 auch Hasle-Rüegsau-Langnau |          | 1899 | 1933 |
| 750 V    | 50 Hz    | zweipolige Oberleitung | Schweiz     | Brunnen-Morschach-Bahn | 2,0      | 1905 | 1969 |
| 800 V    | 60 Hz    | zweipolige Oberleitung | Brasilien   | Corcovado-Bergbahn | 3,824    | 1910 |      |
| 1125 V   | 50 Hz    | zweipolige Oberleitung | Schweiz     | Jungfraubahn | 9,3      | 1964 |      |
| 3.000 V  | 50 Hz    | zweipolige Oberleitung | Frankreich  | Chemin de Fer de la Rhune | 4,2      | 1924 |      |
| 3.000 V  | 16 ⅔ Hz  | zweipolige Oberleitung | Schweiz     | Brig–Iselle, 1919 bis Sion verlängert (bis 3300 V) | 22,7     | 1906 | 1930 |
| 3.600 V  | 16 ⅔ Hz  | zweipolige Oberleitung | Frankreich  | Strecke Cuneo–Ventimiglia (Tendabahn). Strecke verläuft ca. 45 km durch französisches Staatsgebiet. Nach Kriegszerstörungen wurde die Fahrleitung auf Gleichstrombetrieb umgebaut oder ganz abgebaut. Der elektrische Betrieb wurde jedoch nicht wieder aufgenommen. | 45 99    | 1935 | 1945 |
| 3.600 V  | 16 ⅔ Hz  | zweipolige Oberleitung | Italien     | Strecken in Oberitalien |          | 1912 | 1976 |
| 5.500 V  | 25 Hz    | zweipolige Oberleitung | Spanien     | Bahnstrecke Almería–Gérgal |          | 1911 | 1986 |
| 6.600 V  | 25 Hz    | zweipolige Oberleitung | USA         | Great Northern Railway: Strecke von Wenatchee nach Skykomish durch den alten Cascade Tunnel |          | 1909 | 1927 |
| 10.000 V | 50 Hz    | zweipolige Oberleitung | Italien     | Strecke im Umland von Rom |          | 1930 | 1945 |

### Dreipolige Oberleitung
| Spannung | Frequenz | Zuleitung                         | Land        | Strecke                                                   | Länge km | von  | bis  |
| -------- | -------- | --------------------------------- | ----------- | --------------------------------------------------------- | -------- | ---- | ---- |
| 3.000 V  | 50 Hz    | dreipolige Oberleitung            | Deutschland | Zahnradbahn Tagebau Gruhlwerk                             | 0,7      | 1927 | 1949 |
| 10.000 V | 50 Hz    | dreipolige Oberleitung (seitlich) | Deutschland | Drehstrom-Versuchsstrecke Groß-Lichterfelde–Zehlendorf    | 1,8      | 1898 | 1901 |
| 15.000 V | 50 Hz    | dreipolige Oberleitung (seitlich) | Deutschland | Königlich Preußische Militär-Eisenbahn Zossen–Marienfelde | 23,4     | 1901 | 1904 |
|          | 50 Hz    | dreipolige Oberleitung (seitlich) | Russland    | Schiffshebewerk Krasnojarsk                               | 1,5      | 1976 |      |

### Vierpolige Oberleitung
| Spannung | Frequenz | Zuleitung              | Land        | Strecke                               | Länge km | von  | bis  |
| -------- | -------- | ---------------------- | ----------- | ------------------------------------- | -------- | ---- | ---- |
| 380 V    | 50 Hz    | vierpolige Oberleitung | Deutschland | Fähre Haßmersheim (Oberleitungsfähre) | 0,14     | 1948 | 2014 |

### Vierpolige Stromschiene
| Spannung | Frequenz | Zuleitung                                  | Land        | Strecke             | Länge km | von  | bis |
| -------- | -------- | ------------------------------------------ | ----------- | ------------------- | -------- | ---- | --- |
| 400 V    | 50 Hz    | vierpolige Stromschiene (im Fahrwegkasten) | generell    | H-Bahn              |          |      |     |
| 400 V    | 50 Hz    | vierpolige Stromschiene (im Fahrwegkasten) | Deutschland | H-Bahn Dortmund     | 3,162    | 1984 |     |
| 400 V    | 50 Hz    | vierpolige Stromschiene (im Fahrwegkasten) | Deutschland | SkyTrain Düsseldorf | 2,5      | 2002 |     |

## Weitere Sonderbauarten

### Gleichstrom, zwei Stromschienen
- 630 V Gleichstrom, London Underground: eine Stromschiene mit +420 V neben den Fahrschienen, die zweite mit −210 V zwischen den Fahrschienen
- 750 V Gleichstrom, Metropolitana di Milano (Linie M1; Linien M2 und M3 fahren mit Oberleitung und 1500 V Gleichstrom)

### Stromzuführung über Fahrschienen
- Straßenbahn Groß-Lichterfelde (1881–1890)
- Ungererbahn (1886–1895)
- transportable Kindereisenbahnen auf Volksfesten (Die Stromversorgung erfolgt anlagenabhängig mit 12 oder 24 Volt Gleichstrom oder 38 Volt Wechselstrom, meist über die Fahrschienen. Kindereisenbahnen dürften heutzutage die einzigen personenbefördernden Bahnen sein, die mit Strom über die Fahrschienen versorgt werden).